# Christophe Torrent
Christophe Torrent (21 settembre 1999) è uno sciatore alpino svizzero.

## Biografia
Specialista delle prove veloci attivo dal novembre del 2015, in Coppa Europa Torrent ha esordito il 6 gennaio 2018 a Wengen in supergigante (62º) e ha conquistato il primo podio il 1º febbraio 2023 a Orcières nella medesima specialità (2º); ha debuttato in Coppa del Mondo il 20 gennaio 2024 a Kitzbühel in discesa libera, senza completare la prova, e ha conquistato la prima vittoria in Coppa Europa il 12 febbraio 2025 a Crans-Montana nella medesima specialità. Non ha preso parte a rassegne olimpiche o iridate.

## Palmarès

### Coppa Europa
- Miglior piazzamento in classifica generale: 11º nel 2025
- 4 podi:
  - 1 vittoria
  - 2 secondi posti
  - 1 terzo posto

#### Coppa Europa - vittorie
| Data             | Località      | Paese    | Specialità |
| ---------------- | ------------- | -------- | ---------- |
| 12 febbraio 2025 | Crans-Montana | Svizzera | DH         |

Legenda:

DH = discesa libera